# Мицейка, Марионас-Станисловас Домович
Марионас-Станисловас Домович Мицейка — советский хозяйственный и политический деятель.

## Биография
Родился в 1911 году в Юрбаркасе. Член КПСС с 1932 года.
Окончил ВПШ при ЦК КПСС.
Участник подпольного коммунистического движения в межвоенной Литве: инструктор ЦК КПЛ по Таурагскому уезду, секретарь Каунасского укома КПЛ.
Депутат Народного Сейма Литвы (1940).
В 1940—1941 гг. — первый секретарь Вильнюсского укома КП(б) Литвы.
В 1941—1943 — уполномоченный ЦК КП(б)Л и СНК Литовской ССР в Пензенской области, Москве и Свердловской области.
Участник Великой Отечественной войны: командир партизанского отряда, второй секретарь Южного подпольного обкома КП(б) Литвы, секретарь Вильнюсских подпольных укома и горкома КП(б) Литвы
В 1945—1948 гг. — член Партийной коллегии при ЦК КП(б) Литвы.
В 1949—1950 гг. — секретарь Пасвальского укома КП(б) Литвы.
В 1950—1952 гг. — секретарь Шяуляйского обкома КП Литвы.
В 1956—1957 гг. — заместитель министра лесной промышленности Литовской ССР.
В 1957—1959 гг. — начальник Управления Литовского совнархоза.
В 1959—1976 — член Верховного Суда Литовской ССР.
Постановлением Госсовета ПНР от 17.01.1964 за номером 0/27 был удостоен Серебряного Креста ордена Virtuti Militari.
Избирался депутатом Верховного Совета Литовской ССР 1-го созыва.
Умер в Вильнюсе после 1987 года.

## Награды
- Орден Отечественной войны I степени (1944)
- Орден Отечественной войны II степени (06.12.1985)
- Орден Трудового Красного Знамени (20.07.1950)